# Liste du patrimoine immobilier classé de Donceel
Cette page regroupe l'ensemble du patrimoine immobilier classé de la commune belge de Donceel.
| Objet                                                     | Année de construction / Architecte | Adresse                       | Section communale | Coordonnées                      | Numéro d’inventaire | Illustration                                              |
| --------------------------------------------------------- | ---------------------------------- | ----------------------------- | ----------------- | -------------------------------- | ------------------- | --------------------------------------------------------- |
| L'église Saints-Cyr-et-Juliette : tour romane             |                                    |                               | Donceel           | 50° 38′ 52″ nord, 5° 19′ 17″ est | 64023-CLT-0001-01   | L'église Saints-Cyr-et-Juliette : tour romane             |
| Moulin à vent                                             |                                    | Rue du Moulin, à côté du n°65 | Donceel           | 50° 39′ 14″ nord, 5° 19′ 36″ est | 64023-CLT-0002-01   | Image manquanteTéléverser                                 |
| Ferme Degive                                              |                                    | Rue Ribatte, n°236            | Haneffe           | 50° 38′ 14″ nord, 5° 19′ 01″ est | 64023-CLT-0003-01   | Ferme Degive                                              |
| Chapelle hospitalière                                     |                                    | Rue des Templiers             | Haneffe           | 50° 38′ 23″ nord, 5° 19′ 05″ est | 64023-CLT-0004-01   | Chapelle hospitalière                                     |
| L'église Saint-Pierre: tour, chœur et 2 dalles funéraires |                                    |                               | Haneffe           | 50° 38′ 21″ nord, 5° 19′ 06″ est | 64023-CLT-0005-01   | L'église Saint-Pierre: tour, chœur et 2 dalles funéraires |
| Orgues et buffet de l'église Saint-Pierre                 |                                    |                               | Haneffe           | 50° 38′ 21″ nord, 5° 19′ 05″ est | 64023-CLT-0006-01   | Image manquanteTéléverser                                 |
| Donjon de Limont                                          | XIIIe siècle                       | Rue de l'Eglise, n°22         | Limont            | 50° 39′ 37″ nord, 5° 18′ 38″ est | 64023-CLT-0008-01   | Donjon de Limont                                          |